# Брител
Брител (фр. Brutelles) насеље је и општина у североисточној Француској у региону Пикардија, у департману Сома која припада префектури Абевил.
По подацима из 2011. године у општини је живело 185 становника, а густина насељености је износила 29,41 становника/km². Општина се простире на површини од 6,29 km². Налази се на средњој надморској висини од 13 метара (максималној 59 m, а минималној 3 m).

## Демографија
| 1962. | 1968. | 1975. | 1982. | 1990. | 1999. | 2011. |
| ----- | ----- | ----- | ----- | ----- | ----- | ----- |
| 185   | 189   | 164   | 183   | 200   | 179   | 185   |

График промене броја становника у току последњих година